# Paul Van den Bulck
Paul Van den Bulck (Bukavu, 1965) is een Belgisch advocaat. Van juni 2022 tot mei 2023 was hij voorzitter van de Koninklijke Belgische Voetbalbond.

## Levensloop
Paul Van den Bulck liep school bij de jezuïeten in Brussel en aan de cadettenschool in Laken. Vervolgens studeerde hij rechten aan de Université libre de Bruxelles en de Duke University in de Verenigde Staten. In 2024 ontving hij de International Alumni Award van de Duke University.
Beroepsmatig is hij werkzaam als advocaat en gecertifieerd bemiddelaar in Brussel en Parijs. Hij is onder andere gespecialiseerd in informatietechnologie, persoonsgegevens, databescherming en intellectuele eigendom. Hij werkte achtereenvolgens bij de kantoren De Bandt, Van Hecke & Lagae; Harmel; de Crayencour; Herinckx & Associé; Ulys; McGuireWoods en AKD. Van 2003 tot 2005 was hij voorzitter van Eurojuris International. Daarnaast doceerde hij gedurende vijftien jaar aan de Université de Strasbourg en de Université Paris-Panthéon-Assas in Frankrijk en de Academy of European Law in Trier.
In juni 2021 werd hij benoemd tot onafhankelijk bestuurder van de Koninklijke Belgische Voetbalbond (KBVB). In juni 2022 volgde hij Robert Huygens op als voorzitter. In mei 2023 nam hij ontslag na een klachtenbrief van het directiecomité. Van den Bulck weerlegde de inhoud van de klachtenbrief van het directiecomité. Pascale Van Damme volgde hem als voorzitter op.